# Patrick Prévot

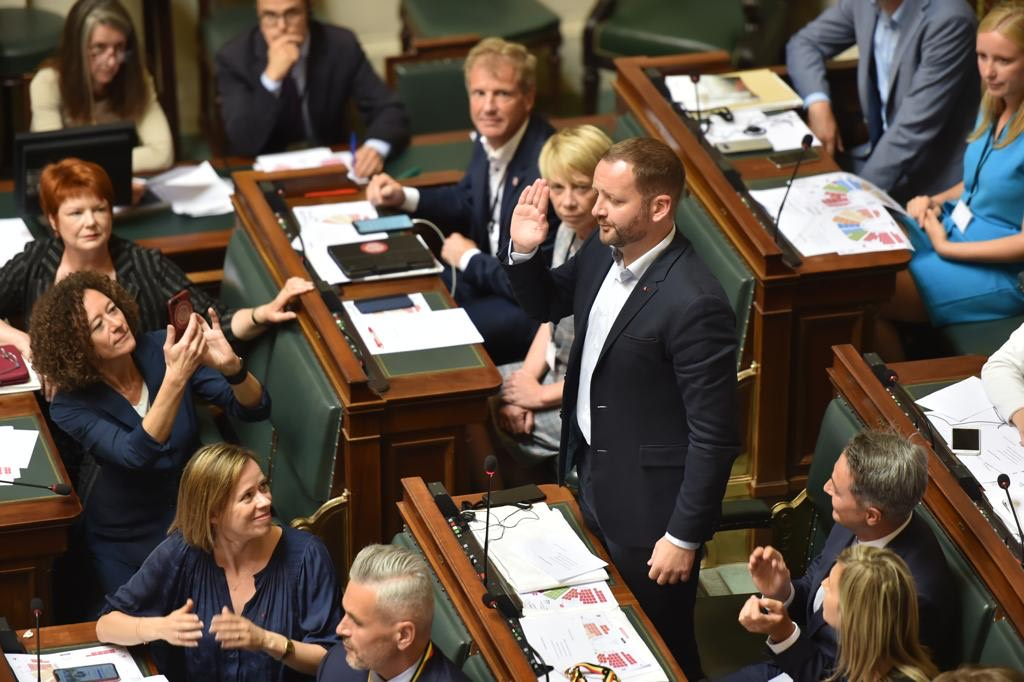
Patrick Prévot

Patrick Prévot (Bergen, 21 april 1983) is een Belgisch politicus voor de PS.

## Levensloop
Prévot is van opleiding bachelor in de communicatie aan de Haute École Albert Jacquard in Namen. Hij werkte van 2004 tot 2014 als particulier secretaris van Elio Di Rupo, partijvoorzitter van de PS en van 2011 tot 2014 premier van België.
Hij werd voorzitter van de PS-jongerenafdeling van Zinnik en was van 2014 tot 2019 ondervoorzitter van de PS-federatie van het arrondissement Zinnik. Voor de partij is hij sinds 2006 gemeenteraadslid van Zinnik.
Bij de verkiezingen van mei 2014 stond hij op de tweede plaats van de PS-lijst voor het arrondissement Zinnik en werd verkozen in het Waals Parlement en het Parlement van de Franse Gemeenschap. Van 2014 tot 2019 zetelde hij tevens in de Belgische Senaat als deelstaatsenator. In het Waals Parlement was hij lid van de commissies Werk en Opleiding en Landbouw en Toerisme en de in 2017 opgerichte onderzoekscommissie naar het Publifinschandaal en in het Parlement van de Franse Gemeenschap zetelde hij in commissies Cultuur en Kinderen, Internationale Betrekkingen en Sport.
Na de verkiezingen van mei 2019 maakte Prévot de overstap naar de Kamer van volksvertegenwoordigers. Hij werd er in de legislatuur 2019-2024 voorzitter van de commissie naturalisaties en lid van de commissies Economie, Consumentenbescherming en Digitale Agenda en Gezondheid en Gelijke Kansen en het adviescomité voor maatschappelijke emancipatie. Sinds september 2019 is hij tevens plaatsvervangend lid van het Benelux-parlement. Bij de verkiezingen van juni 2024 werd Patrick Prévot herkozen als Kamerlid.